# Кокс, Марша
Марша Кокс (до замужества — Марескья) (англ. Marsha Cox (Marescia), 13 января 1983, Дурбан, ЮАР) — южноафриканская хоккеистка (хоккей на траве), полевой игрок.

## Биография
Марша Марескья родилась 13 января 1983 года в южноафриканском городе Дурбан.
Училась в средней школе для девочек Нортлендс в Дурбане.
Играла в хоккей на траве за университет Квазулу-Натал и «Пайретс» из Йоханнесбурга.
В октябре 2001 года в 18-летнем возрасте дебютировала в женской сборной ЮАР. С 2006 года была капитаном команды.
В 2003 году в составе сборной ЮАР завоевала золотую медаль хоккейного турнира Всеафриканских игр в Абудже.
В 2004 году вошла в состав сборной ЮАР по хоккею на траве на летних Олимпийских играх в Афинах, занявшей 9-е место. Играла в поле, провела 5 матчей, мячей не забивала.
В 2005 году стала серебряным призёром Вызова чемпионов, проходившего в Верджиния-Бич.
В 2008 году вошла в состав сборной ЮАР по хоккею на траве на летних Олимпийских играх в Пекине, занявшей 11-е место. Играла в поле, провела 6 матчей, забила 1 мяч в ворота сборной Новой Зеландии. Была капитаном команды.
В 2012 году вошла в состав сборной ЮАР по хоккею на траве на летних Олимпийских играх в Лондоне, занявшей 10-е место. Играла в поле, провела 6 матчей, мячей не забивала.
Дважды участвовала в чемпионатах мира 2002 и 2006 годов. На турнире 2006 года забила 1 мяч.
Четыре раза выступала в хоккейных турнирах Игр Содружества 2002, 2006, 2010 и 2014 годов.
В течение карьеры провела более 300 матчей за сборную ЮАР. Трижды входила в число 11 лучших хоккеисток мира по итогам 2007, 2009 и 2011 годов.

## Семья
Отец Марши Марескья Мариан Марескья играл в хоккей на траве, работал тренером.
В январе 2013 года вышла замуж за нидерландского тренера по хоккею на траве Александра Кокса (род. 1978).